# Воля-Садковская
Воля-Садковская (укр. Воля-Садківська) — село в Мостисской городской общине Яворовского района Львовской области Украины.
Население по переписи 2001 года составляло 309 человек. Занимает площадь 1,189 км². Почтовый индекс — 81364. Телефонный код — 3234.